# Willem Dafoe

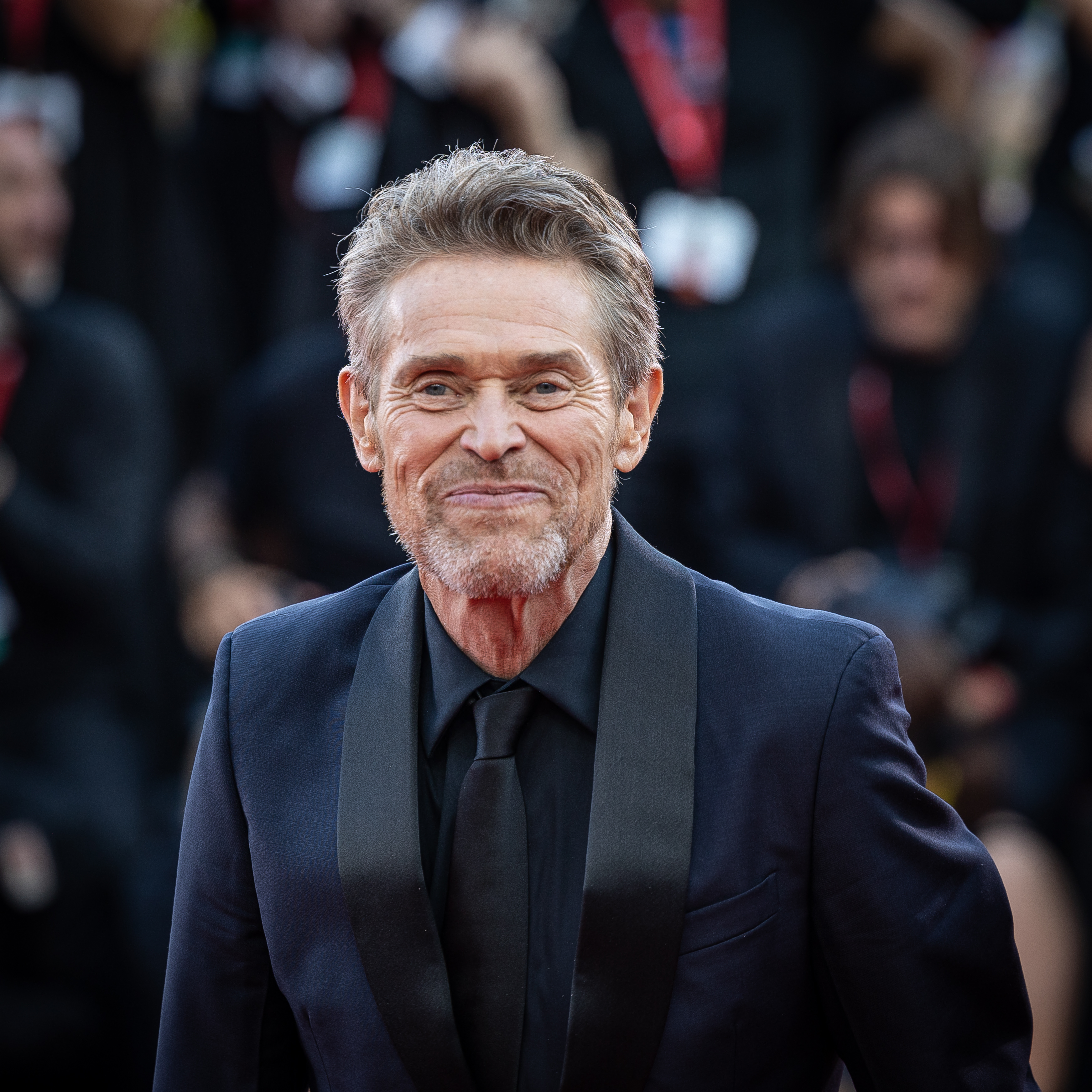
Willem Dafoe (2024)

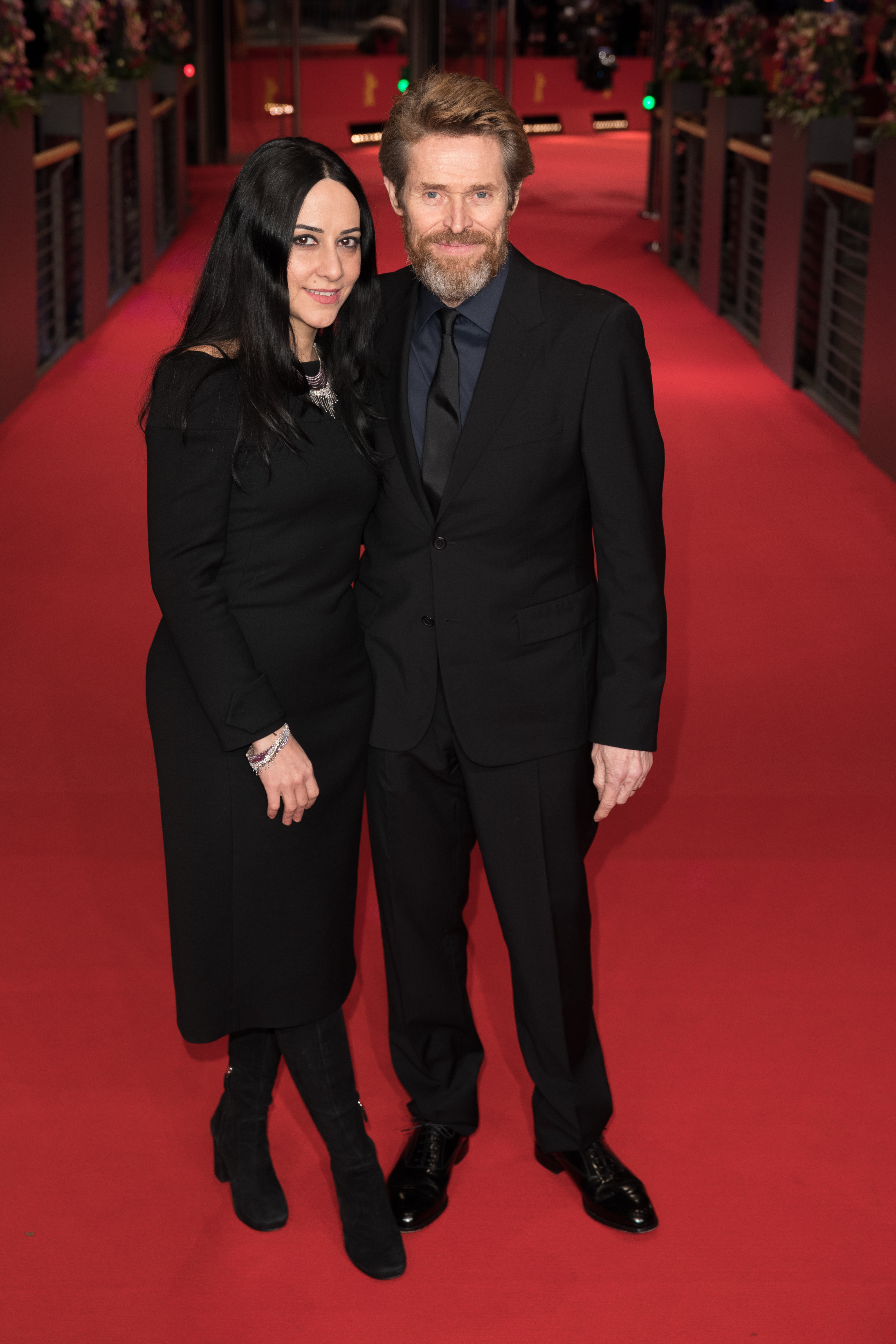
Dafoe und seine Frau Giada Colagrande vor der Verleihung des Ehrenbären auf der Berlinale 2018

William James „Willem“ Dafoe (* 22. Juli 1955 in Appleton, Wisconsin) ist ein US-amerikanischer Schauspieler.

## Leben
Willem Dafoe ist das zweitjüngste von acht Kindern eines Chirurgen und einer Krankenschwester. Er hat eigenen Angaben zufolge deutsche, englische, irische, schottische und französische Wurzeln. Bereits als Jugendlicher begann Dafoe Theater zu spielen und ging im Alter von 17 Jahren an die University of Wisconsin–Milwaukee, um Theaterwissenschaft zu studieren. Der Unterricht wurde ihm jedoch bald zu theoretisch, und er schloss sich dem experimentellen Theatre X an, mit dem er bald durch Europa und die USA tourte.
1977 zog er nach New York und wurde Mitglied der Theatergruppe Wooster Group, der er bis heute angehört. Die Leiterin des Ensembles, Elizabeth LeCompte, wurde seine Lebensgefährtin. 1982 kam ihr gemeinsamer Sohn Jack auf die Welt. 1981 spielte er schließlich seine erste Rolle in Michael Ciminos legendärem Western-Flop Heaven’s Gate. Erster Erfolg stellte sich für Dafoe fünf Jahre später mit der Rolle des selbstlosen Sergeants Elias in Oliver Stones Vietnamdrama Platoon (1986) ein, für die er eine Oscar-Nominierung als bester Nebendarsteller erhielt.
Dafoe ist bekannt für ein breites Spektrum an Rollen, das eine Einordnung nur schwer möglich macht. So spielte er in Wild at Heart, Speed 2 oder Spider-Man rein böse, überwiegend exzentrische Charaktere, andererseits in Platoon und Mississippi Burning – Die Wurzel des Hasses den Helden. Kontrovers diskutiert wurde auch Martin Scorseses Drama Die letzte Versuchung Christi, in dem er die Rolle des Jesus spielte. Hatte er in seinen Rollen oft einen besessenen Außenseiter verkörpert, zeigte er sich 1993 in Paul Schraders Light Sleeper auch als weicher Charakterdarsteller. Als eine seiner erfolgreichsten Rollen gilt ebenfalls die Darstellung des Max Schreck in E. Elias Merhiges Shadow of the Vampire, für die er im Jahr 2001 u. a. für den Oscar und den Golden Globe als bester Nebendarsteller nominiert war. Sein Schaffen umfasst mehr als 100 Produktionen.
2007 gehörte er unter dem Vorsitz des US-amerikanischen Filmemachers Paul Schrader zur Jury der Filmfestspiele von Berlin. Für seine Hauptrolle in Lars von Triers Psychothriller Antichrist wurde ihm 2010 die dänische Bodil zuteil. 2012 stand er im Teatro Real in Madrid gemeinsam mit der serbischen Performance-Künstlerin Marina Abramović auf der Bühne. Außerdem hat er im Videospiel Beyond: Two Souls von Quantic Dream, den Entwicklern von Heavy Rain, die Rolle von „Nathan Dawkins“ übernommen.
Seine dritte Oscar-Nominierung erhielt Dafoe 2018 für die Nebenrolle des sozialen Motelmanagers Bobby in Sean Bakers The Florida Project (2017). Seine Mitwirkung in dem Filmdrama brachte ihm darüber hinaus zahlreiche weitere Auszeichnungen ein, darunter die Preise der Kritikervereinigungen von Boston, New York und Los Angeles sowie des National Board of Review und der National Society of Film Critics. Ebenfalls im Jahr 2018 wurde ihm der Goldene Ehrenbär der 68. Internationalen Filmfestspiele Berlin zuerkannt. Für seine Darstellung des Malers Vincent van Gogh in der Filmbiografie Van Gogh – An der Schwelle zur Ewigkeit erhielt er im Januar 2019 seine insgesamt vierte Nominierung für den Oscar.
Anfang Juli 2024 wurde bekannt, dass Dafoe in den Jahren 2025 und 2026 die künstlerische Leitung des Theaterfestivals der Biennale di Venezia übernehmen wird.
Im März 2005 heiratete Dafoe die zwanzig Jahre jüngere italienische Filmregisseurin Giada Colagrande, mit der er abwechselnd in Rom, New York und Los Angeles lebt.

## Deutsche Synchronsprecher
Dafoe hat erst seit den späten 1980er Jahren feste deutsche Sprecher. Von da ab und in den 1990er Jahren wurde er primär zu je etwa gleichen Teilen von Randolf Kronberg, Wolfgang Condrus und Manfred Lehmann gesprochen; seit 2002 ist Reiner Schöne Dafoes praktisch ausschließlicher Stammsprecher.

## Filmografie (Auswahl)
- 1980: Heaven’s Gate
- 1982: Die Lieblosen (The Loveless)
- 1983: Begierde (The Hunger)
- 1984: New York Nights
- 1984: Straßen in Flammen (Streets of Fire)
- 1985: Highway 66 (Roadhouse 66)
- 1985: Leben und Sterben in L.A. (To Live and Die in L.A.)
- 1986: Der Hitchhiker (The Hitchhiker, Fernsehserie, Folge 3x06 Ghostwriter)
- 1986: Platoon
- 1987: Dear America – Briefe aus Vietnam (Dear America: Letters Home from Vietnam) (Stimme)
- 1988: Saigon (Off Limits)
- 1988: Mississippi Burning – Die Wurzel des Hasses (Mississippi Burning)
- 1988: Die letzte Versuchung Christi (The Last Temptation of Christ)
- 1989: Geboren am 4. Juli (Born on the Fourth of July)
- 1989: Triumph des Geistes (Triumph of the Spirit)
- 1990: Cry-Baby
- 1990: Wild at Heart – Die Geschichte von Sailor und Lula (Wild at Heart)
- 1991: Flug durch die Hölle (Flight of the Intruder)
- 1992: White Sands – Der große Deal (White Sands)
- 1992: Light Sleeper
- 1993: Body of Evidence
- 1993: In weiter Ferne, so nah!
- 1994: Das Kartell (Clear and Present Danger)
- 1994: Tom & Viv
- 1995: Die Nacht und der Augenblick (The Night and the Moment)
- 1996: Basquiat
- 1996: Der englische Patient (The English Patient)
- 1996: Victory
- 1997: Die Simpsons (The Simpsons, Fernsehserie, Folge 8x25 The Secret War of Lisa Simpson, Stimme)
- 1997: Speed 2 (Speed 2: Cruise Control)
- 1997: Der Gejagte (Affliction)
- 1998: Lulu on the Bridge
- 1998: New Rose Hotel
- 1999: eXistenZ
- 1999: Der blutige Pfad Gottes (The Boondock Saints)
- 2000: Globehunters (Stimme)
- 2000: The Animal Factory – Rache eines Verurteilten (Animal Factory)
- 2000: American Psycho
- 2000: Shadow of the Vampire
- 2000: Bullfighter – Irgendwo in Mexiko (Bullfighter)
- 2001: Die Frauen des Hauses Wu (Pavilion of Women)
- 2001: Edges of the Lord – Verlorene Kinder des Krieges (Edges of the Lord)
- 2002: Spider-Man
- 2002: Auto Focus
- 2003: Findet Nemo (Finding Nemo, Stimme)
- 2003: Irgendwann in Mexico (Once Upon a Time in Mexico)
- 2003: The Reckoning
- 2003: Camel Cricket City (Kurzfilm, Stimme)
- 2004: Aviator (The Aviator)
- 2004: Die Tiefseetaucher (The Life Aquatic with Steve Zissou)
- 2004: Control – Du sollst nicht töten (Control)
- 2004: Spider-Man 2
- 2004: Anatomie einer Entführung (The Clearing)
- 2005: Manderlay
- 2005: xXx 2 – The Next Level (xXx: State of the Union)
- 2005: Black Widow – Verhängnisvolle Affäre (Before It Had a Name)
- 2005: Ripley Under Ground
- 2006: American Dreamz – Alles nur Show (American Dreamz)
- 2006: Inside Man
- 2006: Paris, je t’aime
- 2006: Die Chroniken von Erdsee (Gedo Senki) (Stimme)
- 2007: The Procedure (Kurzfilm)
- 2007: Go Go Tales
- 2007: Anamorph – Die Kunst zu töten (Anamorph)
- 2007: Mr. Bean macht Ferien (Mr. Bean’s Holiday)
- 2007: Spider-Man 3
- 2007: The Walker
- 2008: Zurück im Sommer (Fireflies in the Garden)
- 2008: The Dust of Time (Trilogia II: I skoni tou chronou)
- 2008: Ein Leben für ein Leben – Adam Resurrected (Adam Resurrected)
- 2009: Antichrist
- 2009: L’affaire Farewell
- 2009: Ein fürsorglicher Sohn (My Son, My Son, What Have Ye Done)
- 2009: Daybreakers
- 2009: Mitternachtszirkus – Willkommen in der Welt der Vampire (Cirque du Freak: The Vampire’s Assistant)
- 2009: Der blutige Pfad Gottes 2 (The Boondock Saints II: All Saints Day)
- 2009: Der fantastische Mr. Fox (Fantastic Mr. Fox) (Stimme)
- 2010: Miral
- 2010: A Woman
- 2010: Problema
- 2011: 4:44 Last Day on Earth
- 2011: The Hunter
- 2012: John Carter – Zwischen zwei Welten (John Carter)
- 2012: The Honor of Killing (Tomorrow You’re Gone)
- 2013: Odd Thomas
- 2013: Nymph()maniac (Nymphomaniac)
- 2013: Auge um Auge (Out of the Furnace)
- 2014: Grand Budapest Hotel (The Grand Budapest Hotel)
- 2014: Das Schicksal ist ein mieser Verräter (The Fault in Our Stars)
- 2014: A Most Wanted Man
- 2014: Bad Country
- 2014: Pasolini
- 2014: John Wick
- 2016: Dog Eat Dog
- 2016: Findet Dorie (Finding Dory) (Stimme)
- 2016: Sculpt
- 2016: The Headhunter’s Calling
- 2016: Padre
- 2016: The Great Wall
- 2016: Das Glück des Augenblicks (A Family Man)
- 2017: The Florida Project
- 2017: What Happened to Monday?
- 2017: Death Note
- 2017: Mord im Orient Express (Murder on the Orient Express)
- 2018: Van Gogh – An der Schwelle zur Ewigkeit (At Eternity’s Gate)
- 2018: Vox Lux (Stimme)
- 2018: Aquaman
- 2019: Manou – flieg’ flink! (Manou the Swift) (Stimme)
- 2019: Der Leuchtturm (The Lighthouse)
- 2019: Tommaso und der Tanz der Geister (Tommaso)
- 2019: Motherless Brooklyn
- 2019: Togo
- 2020: Das Letzte, was er wollte (The Last Thing He Wanted)
- 2020: Siberia
- 2021: Zack Snyder’s Justice League
- 2021: The French Dispatch
- 2021: The Card Counter
- 2021: Nightmare Alley
- 2021: Spider-Man: No Way Home
- 2022: The Northman
- 2022: Dead for a Dollar
- 2023: Inside
- 2023: Asteroid City
- 2023: Poor Things
- 2023: Finalmente l’alba
- 2023: Pet Shop Days
- 2024: Kinds of Kindness
- 2024: Beetlejuice Beetlejuice
- 2024: Nosferatu – Der Untote (Nosferatu)
- 2025: Die Legende von Ochi (The Legend of Ochi)
- 2025: The Birthday Party

## Videospiele
- 2004: 007: Alles oder Nichts (James Bond 007: Everything or Nothing)
- 2013: Beyond: Two Souls
- 2021: Twelve Minutes

## Auszeichnungen
| Jahr    | Titel                                   | Rolle                       | Preise und Nominierungen |
| ------- | --------------------------------------- | --------------------------- | --- |
| 1987    | Platoon                                 | Sgt. Elias K. Grodin        | Nominiert – Oscar (Bester Nebendarsteller) Nominiert – Independent Spirit Award (Bester Hauptdarsteller) |
| 1993    | Body of Evidence                        | Frank Dulaney               | Nominiert – Goldene Himbeere (Schlechtester Schauspieler) |
| 1997    | Speed 2                                 | John Geiger                 | Nominiert – Goldene Himbeere (Schlechtester Nebendarsteller) |
| 2000    | Shadow of the Vampire                   | Max Schreck                 | Independent Spirit Award (Bester Nebendarsteller) Saturn Award (Bester Nebendarsteller) Los Angeles Film Critics Association Award (Bester Nebendarsteller) Satellite Award (Bester Nebendarsteller) Nominiert – Oscar (Bester Nebendarsteller) Nominiert – Chicago Film Critics Association Award (Bester Nebendarsteller) Nominiert – Golden Globe Award (Bester Nebendarsteller) Nominiert – Screen Actors Guild Award (Bester Nebendarsteller) Nominiert – Online Film Critics Society Award (Bester Nebendarsteller) |
| 2002    | Spider-Man                              | Grüner Kobold/Norman Osborn | Nominiert – Satellite Award (Bester Nebendarsteller) Nominiert – Teen Choice Award (Bester Bösewicht) Nominiert – MTV Movie Award (Bester Bösewicht) Nominiert – MTV Movie Award (Bester Kampf – zusammen mit Tobey Maguire) |
| 2002    | Auto Focus                              | John Henry Carpenter        | Nominiert – Chicago Film Critics Association Award (Bester Nebendarsteller) |
| 2009    | Antichrist                              | He                          | Bodil (Bester Hauptdarsteller) |
| 2011    | The Hunter                              | Martin David                | Nominiert – AACTA Award (Bester Hauptdarsteller) |
| 2018    | The Florida Project                     | Bobby                       | National Society of Film Critics Award (Bester Nebendarsteller) National Board of Review Award (Bester Nebendarsteller) Nominiert – Oscar (Bester Nebendarsteller) Nominiert – Golden Globe Award (Bester Nebendarsteller) Nominiert – BAFTA Award (Bester Nebendarsteller) Nominiert – Screen Actors Guild Award (Bester Nebendarsteller) Nominiert – Satellite Award (Bester Nebendarsteller) Nominiert – Critics’ Choice Movie Award (Bester Nebendarsteller)                                                          |
| 2018/19 | Van Gogh – An der Schwelle zur Ewigkeit | Vincent van Gogh            | Internationale Filmfestspiele von Venedig 2018 (Bester Darsteller) Nominiert – Oscar (Bester Hauptdarsteller) |
| 2020    | Most Influential Artist                 |                             | B3 BEN Award for Most Influential Artist der B3 Biennale des bewegten Bildes |